# Окремий батальйон особливого призначення (ЧРІ)
Окремий батальйон особливого призначення Міністерства оборони Чеченської Республіки Ічкерія (ОБОП МО ЧРІ) — добровольчий чеченський військовий підрозділ у складі Інтернаціонального легіону тероборони України. Створений Ахмедом Закаєвим 31 липня 2022 року на основі чеченського формування, що воювало на боці Збройних сил України від початку повномасштабної російсько-української війни для боротьби з цілями їх спільного ворога..

## Історія
Про створення нового чеченського формування у складі збройних сил України заявив голова уряду ЧРІ в екзилі Ахмед Закаєв під час зустрічі з керівництвом чеченських добровольців у Києві наприкінці липня 2022 року.
Підрозділ отримав назву ОБОП (окремий батальйон спеціального призначення) та був включений до складу Інтернаціонального легіону територіальної оборони.
Батальйон підпорядковується Міністерству оборони Чеченської Республіки Ічкерія у вигнанні, головою якого є Ахмед Закаєв. До складу батальйону увійшли етнічні чеченці, що проходили службу в лавах ЗСУ, та добровольці з числа представників чеченської діаспори в Європі. Серед бійців ОБОП велика кількість ветеранів російсько-чеченських війн.
Командиром підрозділу призначено полковника ЗС ЧРІ Хаджи-Мурада Зумсо, його заступником став Хаважи Амаєв, учасник другої російсько-чеченської війни та громадянської війни у Сирії на боці повстанців.
8 грудня 2022 року, виступивши на четвертому Форумі вільних народів Росії, Ахмед Закаєв указав на постійний потік охочих долучитися до лав батальйону та заявив про можливість майбутнього розширення підрозділу до бригади.

## Участь у бойових діях
На початку серпня 2022 року батальйон брав участь у боях на Донеччині.
Восени 2022 року підрозділ взяв участь у контрнаступі ЗСУ на півдні України, зокрема у визволенні Херсона.
Наприкінці грудня 2022 року Закаєв у ефірі телеканалу FREEДОМ заявив про участь одного з підрозділів ОБОН МО ЧРІ в боях за Бахмут.

### На території РФ
15 липня 2023 група бійців батальйону влаштувала засідку на російську вантажівку у Шебекінському районі Білгородської області та знищила двох військовослужбовців ЗС Росії.

У березні 2024 року група Абдул-Хакіма Шишані зі складу ОБОП брала участь у рейді на територію Білгородської області. 14 березня Абдул-Хакім Шишані опублікував записане на території Росії звернення до мусульман РФ із закликом будь-якими можливими способами протистояти російській агресії. Двоє чеченських добровольців під час рейду зазнали поранень.

## Командування
- Полковник ЗС ЧРІ Хаджи-Мурад Зумсо — командир батальйону[6].
- Підполковник ЗС ЧРІ Хаважи Амаєв — заступник командира батальйону[6].
- Рустам Ажиєв (Абдул-Хакім Шишані) — командир групи[12].
- Капітан ЗС ЧРІ Муслім Садаєв — командир групи[6][13].

## Структурні групи
- Група Хаджи-Мурада Зумсо.
- Група Абдул-Хакіма Шишані[12].
- Група Мусліма Садаєва[13].
- Група Хаважі Амаєва[ru].

## Військово-політичний склад та відділ кадрів

#### Представники з політичної частини
- Ахмед Закаєв — глава уряду ЧРІ за кордоном[6][14][15].
- Ахмад Альвієв — генеральний представник уряду ЧРІ за кордоном в Україні[16][14][15].

#### Представники з військової частини
- Рустам Ажиєв — заступник в. о. Верховного Головнокомандувача ЗС ЧРІ, заступника міністра оборони ЧРІ, начальника управління військової розвідки ЧРІ.

#### Представники інформаційної служби
- Мікаель Андерсон — начальник прес-служби ОБОП ЗС ЧРІ, майор ЗС ЧРІ[17][18].

## Члени сімей командирів ЗС ЧРІ
- Шаміль Закаєв — син одного з основоположників ЧРІ та бригадного генерала Ахмеда Закаєва[19].
- Муслім Садаєв — брат аміра джамаата села Приміське Грозненського району Чеченської Республіки Джамбулата Садаєва, який також обіймав посаду заступника Рустама Басаєва[20].
- Фатхі Бараєв — син аміра ІПОП, бригадного генерала ЧРІ Арбі Бараєва[21].

## Умови
Грошове забезпечення у підрозділах іноземного легіону територіальної оборони України за місяць становить 11 000—15 000 гривень. За участь у бойових діях може бути виплачено додаткову суму.